# كويزي أخضر
كويزي أخضر (الاسم العلمي: Cantharellus viridis) هو نوع من الفطريات يتبع جنس الكويزي من فصيلة الكويزية.